# Amagami
Amagami (яп. アマガミ, амаґамі) — японська відеогра в жанрі симулятор побачень для PlayStation 2 і духовний спадкоємець KimiKiss, які були розроблені та випущені Enterbrain. Amagami була випущена 19 березня 2009 року. На листопад 2010 опубліковано шість адаптацій манги: дві — Enterbrain Famitsu Comic Clear, дві — Hakusensha Young Animal і Young Animal Island, одна — в ASCII Media Works Dengeki Maoh і остання — в Kadokawa Shoten Comp Ace. 25-серійна аніме-адаптація під назвою Amagami СС демонструвалась в японському ефірі з 2 липня 2010 року по 23 грудня 2010. Другий сезон аніме Amagami SS+ plus транслювався з 6 січня по 29 березня 2012 року.

## Сюжет
Два роки тому серце головного персонажа Джюнічі Тачібани було розбито дівчиною, яка спромоглася не з'явитися на їхнє побачення. З тих пір Дзюніті ставився до дівчат з настороженістю та не дозволяв собі переходити ту межу, яка лежить між гранню «дружба-кохання». Проте час минав, і поступово розбите серце почало гоїтися від завданих ран. Перед вами сім історій, які показують різні варіанти розвитку подій романтичних відносин Дзюніті з сімома дівчатами, що оточують його. Як би повернулося життя головного персонажа, якщо б він зробив десь інший вибір? Яким би був результат? 24 серії показують поступові зміни, еволюцію відносин, які плавно переходять із розділу «дружби» в «кохання», а 25 серія — підсумовує центральну ідею Amagami про те, що людське життя — це надзвичайно складна і тісно переплетена гілка подій. Унікальний сюжет цього аніме-проекту віддає данину простій повсякденній романтиці, тому Amagami складно назвати гаремом. Перш за все, це історії кохання, що розкривають суть появи цього почуття.

## Персонажі

### Головні персонажі
- Дзюніті Татібана (Junichi Tachibana)

Головний чоловічий персонаж аніме. Дружить із Масайосі та Каору. Спокійний, через події дворічної давнини він не схильний виявляти ініціативу в романтичних стосунках, його доброта і бажання надавати допомогу всім оточуючим стають головною причиною того, що він подобається дівчатам. Прекрасно розбирається в геометрії. У нього звичка озвучувати свої думки вголос. Протягом усього серіалу розкриваються деталі семи сценаріїв його відносин з дівчатами, при цьому йому вдається знайти контакт з усіма.
- Харука Морісіма (Haruka Morishima)

Найпопулярніша дівчина в школі (і в той же час самотня), чому сприяла її постійна зміна клубів і гуртків і маса шанувальників. Вперше звернула увагу на Дзюніті, коли помітила, що він купив їжу боязкій першокурсниці (Саї Наката). Обожнює маленьких цуценят і всякі милі речі. Спочатку відмовила Дзюніті після його першого зізнання в коханні, але після того як він повторив свою спробу (чого ніхто ще не робив до нього), дала йому шанс і щиро ним зацікавилася, одного разу навіть приревнувавши його. Харука і Дзюніті одного разу вже перетиналися випадково два роки тому в тому парку, де Татібана чекав свою дівчину. Надалі Морісіма сама спланувала своє перше побачення з Дзюніті в готелі номера, де і зізналася йому в коханні. В аніме показано, що десятьма роками пізніше вони щасливо живуть у шлюбі. Харуку з першого погляду не злюбила молодша сестра Татібани.
- Каору Танаматі (Kaoru Tanamachi)

Однокласниця і близька подруга Татібани, з яким вона знайома більше трьох років (з часів середньої школи). Постійно жартує над ним, фліртує, б'є, іноді ревнує, якщо Дзюніті звертає увагу на інших дівчат і, особливо, якщо стає на їхній захист. Тим не менш, постійно піклується і хвилюється за Дзюніті. Крім того, вона напориста і смілива дівчина, «душа чоловічої компанії», страждає «комплексом справедливості». Слід зазначити, що Каору і Дзюніті пов'язують багато спільних дитячих і шкільних спогадів, вони чудово знають характери один одного і риси поведінки. Каору працює у сімейному ресторані біля станції. Помітивши інтерес до себе з боку Дзюніті, вона вирішила, що їм терміново потрібно змінити свої відносини, і тому силою примусила його себе поцілувати. Незабаром занурилася в якийсь ступор, дізнавшись, що її мати вирішила вийти заміж знову за незнайомого Каору чоловіка. Вийти з кризи їй допоміг Дзюніті, який опинився поряд. Пізніше вони призначили побачення (не без допомоги однокласників), на якому і зізналися одне одному в коханні. Переночували разом у кімнаті Дзюніті і на наступний день почали будувати спільні плани на майбутнє під час прогулянки по пляжу.
- Сае Наката (Sae Nakata)

Однокласниця і подруга молодшої сестри Дзюніті. Познайомилася з хлопцем, повернувши тому втрачений гаманець у 9 серії. Сором'язлива, красива і має великі груди. Дзюніті допоміг їй отримати місце роботи в ресторані, де працює Каору, що супроводжувалося безліччю курйозних ситуацій. Тому дівчина поступово закохалася в нього. Саї і Дзюніті брали участь у конкурсі Найкращої пари на Фестивалі Заснування, де посіли друге місце. Вони виграли приз похід в кіно, де і зізналися одне одному в коханні. В кінці сюжету вони разом стоять перед різдвяною ялинкою, де удвох мріють про щасливе майбутнє своїх відносин, а пізніше Дзюніті знімає на відеокамеру Саї і Мію, танцюючих на ліжку в костюмах тварин.
- Ай Нанасакі (Ai Nanasaki)

Однокласниця і подруга молодшої сестри Дзюніті. Вона є в шкільній команді плавців. Серйозна, похмура. Познайомилася з Тачібаною в парку, коли той повертався зі школи з Масайосі, і вони звернули увагу на її коротку спідницю. Дівчина пригрозила, що здасть обох правоохоронним органам, а потім заспокоїла їх, уточнивши, що це був жарт. Спочатку, через збіг обставин, прийняла Дзюніті за збоченця і відвертого придурка. Але згодом через його гуморний характер, курйозних випадків і великодушності розпитала його молодшу сестру про нього і зацікавилася ним. Він допоміг їй у геометрії і розібратися, в чому полягає причина її суперечностей з молодшим братом, що й зіграло головну роль у їхніх подальших відносинах. Однак відносини з Дзюніті, зайнятість у навчанні та інше вплинули на результативність Аї в плавальному клубі, через що вона не змогла потрапити на важливі змагання. Приймаючи ванну в гарячому джерелі, вони зізналися одне одному в коханні. В епілозі Дзюніті відпочиває на колінах Аї, і вони спостерігають за заходом сонця на пляжі.
- Ріхоко Сакурай (Rihoko Sakurai)

Близька подруга Дзюніті з паралельного класу ще з молодшої школи, закохана в нього вже багато років. Член чайного клубу. Наївна, проста дівчина, зациклена на дієтах і тому часто відвідує бібліотеку в пошуках потрібних книжок. Дзюніті допоміг їй вибратися з сітки, у якій вона застрягла через бажання скоротити дорогу до школи, а на Фестивалі Заснування вирішив допомогти чайному клубу. В епілозі, Дзюніті приєднується до нього, і Ріхоко сподівається, що одного разу їй вистачить сміливості зізнатися своєму другові в коханні.
- Цукаса Аяцудзі (Tsukasa Ayatsuji)

Однокласниця Дзюніті, староста класу і трудоголік, береться за будь-яку роботу, на яку не погоджуються інші. У неї є сестра Юкарі, з якою у неї натягнуті відносини. Найзагадковіший персонаж в аніме: на вигляд — добра, спокійна і люб'язна, проте вона зберігає таємницю, що її зовнішній вигляд — просто ширма для відводу очей. Насправді дівчина — агресивна, похмура, нахабна і навіть мстива людина. Цукаса призначається однією з відповідальних за проведення Фестивалю Заснування. Раптово на запитання вчителя Дзюніті добровільно викликається в помічники Аяцудзі і таким чином теж потрапляє в оргкомітет. Це дивує Цукасу, і вона м'яко промацує Дзюніті на наявність дівчини і його характер. Однак Татібана знаходить її блокнот, і манера поведінки дівчини миттєво змінюється. Дзюніті встиг прочитати лише перші кілька сторінок, а не те, чого боялася староста, проте Цукаса вже видала свою внутрішню агресію, і хлопець здогадався, що її зовнішній образ — це підробка. Щоб Дзюніті не розкрив істину, вона пригрозила, що у випадку зайвої балаканини влаштує йому пекельне життя. Доброта Дзюніті, його вміння знаходити спільний контакт з людьми і постійна допомога у важких ситуаціях призводять до того, що Цукаса починає ревнувати хлопця до інших дівчат і мимоволі звертає на нього увагу через «його дивацтва». Оскільки вона почала проводити з ним багато часу, це не пройшло повз око однокласників, через що по школі поповзли чутки. Після конфлікту з однокласниками Аяцудзі зажадала у Дзюніті, щоб той став належати тільки їй. У пориві пристрастей дівчина остаточно розбирається у своїх почуттях, Дзюніті і Цукаса зізнаються одне одному в коханні. Через десять років в аніме показується, що у них народилася дочка, і вони стоять перед різдвяною ялинкою, яку разом запалили ще в шкільні роки. Їхнє кохання досі міцне, а обіцянка любити одне одного все ще в силі.
- Ріса Камадзакі (Risa Kamizaki)

Подруга дівчини, з якою у Дзюніті провалилося побачення. Риса довгий час була закохана в Тачібану. Нарешті вона вирішила послати йому любовне послання, в якому зізналася йому в коханні, але при цьому вона наполягла на тому, щоб вони зберігали свої відносини в секреті. За сюжетом до невдалого побачення Дзюніті дворічної давності побічно причетна Ріса, яка повідомила його дівчині Макіхарі про те, що він нібито в останню мить змінив місце зустрічі. У результаті Дзюніті і Макіхара пішли в різні школи і розлучилися. Проте цей вчинок цілком виправданий, оскільки Макіхара прийшла на побачення не одна, а з групою друзів, і хотіла розірвати з ним стосунки і таким чином висміяти його. Крім того, Ріса відвадила всіх інших дівчат від Татібани — Харуку, Каору, Аї, Ріхоко і Цукасу — коли їх відносини переходили певну межу. Пізніше Камадзакі зізналася у всіх своїх провинах Джунічі, що спочатку шокувало хлопця, однак він згодом пробачив її через те, що вона знайшла в собі сили розповісти правду. У результаті Ріса попросила вибачення у всіх дівчат і пішла на Фестиваль Заснування разом з Дзюніті.

### Другорядні персонажі
- Мія Татібана (Miya Tachibana)

Молодша сестра Дзюніті, яка ласкаво називає свого брата «Ні-ні». Вона дуже ревниво ставиться до дівчат Дзюніті (виняток становлять Саї, Аї і Ріхоко, які є її близькими друзями).
- Мая Такахасі (Maya Takahashi)

Класний керівник Дзюніті. Спостережлива, чудово знаходить спільну мову з учнями, має слабкість до спиртного, оскільки швидко п'яніє.
- Масайосі Умехара (Masayoshi Umehara)

Найкращий друг Дзюніті ще з початкової школи. Обмінюється з Татібаною порножурналами і обговорює з ним усілякі чоловічі теми, постійно хвилюється за нього. Судячи з сюжету, між ними не існує будь-яких секретів. Веселун і жартівник, постійно жартує над Дзюніті, а на конкурсі «Найкращої пари» вийшов на подіум з величезною надувною рибою і зізнався їй у коханні; іншими словами, «там, де він, завжди весело». Ніяк не може собі знайти дівчину, хоча і фліртує з ними. Однак, незважаючи на невдачі на особистому фронті, він надійна людина і друг. У сюжеті № 2 разом з Кейко сприяє зближенню Дзюніті та Каору, в сюжеті № 6 — намагається розвіяти песимізм свого друга, коротаючи з ним вільний час і розмовляючи на різні теми.
- Кейко Танака (Keiko Tanaka)

Подруга Каору. Дзюніті та Каору намагалися допомогти їй у її романтичних стосунках.
- Канае Іто (Kanae Itō)

Близька подруга Ріхоко. Пізніше вона перемогла на конкурсі «Міс Санта»
- Хібікі Цукахара (Hibiki Tsukahara)

Подруга Харуки, капітан плавальної команди і тренер Аї.
- Руріко Юдзукі (Ruriko Yuzuki)

Подруга Ріхоко, член Чайного Клубу.
- Манака Хіба (Manaka Hiba)

Подруга Ріхоко, член Чайного Клубу.
- Юкарі Аяцудзі (Yukari Ayatsuji)

Старша сестра Цукаси. За твердженням Дзюніті, вона постійно витає в мріях. З Юкарі у Цукаси напружені відносини.

## Адаптації

### Манґа
- Перша манґа під назвою Amagami: З щирою повагою, ілюстрована Котецу Сакура, почала серіалізацию в Enterbrain's Famitsu Comic Clear 30 жовтня 2009. Перший том танкобон був опублікований 29 червня 2010 року.
- Друга манґа під назвою Amagami: Дорогоцінний щоденник, ілюстрована Таро Шінономе, яка охоплює два томи і фокусується на Цукасі Аяцуджі, почала серіалізацію в Hakusensha's Young Animal 27 листопада 2009; манґа також має серійні номери в спеціальному випуску журналу Young Animal Island в нерівні проміжки часу. Перший том був випущений 15 червня 2010 року.
- Третя манга має назву Amagami: Дорогоцінні Щоденник — Каору, також ілюстрована Таро Шінономе, і фокусується на Каору Танамачі.
- Четверта манґа під назвою Amagami: Love Goes On ілюстрована Рюуя Каміно і зосереджена на Аі Нанасакі. Початок серіалізациі припадає на березень 2010 року в журналі ASCII Media Works' Dengeki Maoh. Перший том був випущений 27 серпня 2010 року.
- П'ята манґа в чотирьохпанельному комічному форматі під назвою Amagami! ілюстрована Піаісаі в журналі Famitsu Comic Clear і почала серіалізацію 30 квітня 2010.
- Шоста манга під назвою Amagami: Поряд з вами, проілюстрована Томоя Андо, яка зосереджена на Ріхоко Сакураі, публікується в Comp Ace Kadokawa Shoten's.

### Аніме
Аніме-серіал адаптації AIC під назвою Amagami СС, що складався з 25 епізодів, демонструвався в японському ефірі з 2 липня 2010 по 23 грудня 2010 року. Аніме-адаптація розділений на шість історичних дуг по чотири епізоди кожна, де кожна дуга зосереджена на одній з головних героїнь, хто стане любовний інтересом Джунічі. Спеціальний епізод «Різдво» охоплює історію героїні Різи Камізакі, в той час як OVA, випущений у квітні 2011 року, зображує історію з молодшою сестрою Мією Тачібаною. Аніме має вісім музичних тем: дві теми відкриття і шість тем закінчення, кожний ендінг співається голосом акторки-сейю, що озвучувала героїню серії.
OVA, в якій міститься історія дуги для Мії Тачібани, що включає її власну ендінг пісню, була випущений на Blu-Ray і DVD-дисках разом з остаточним телевізійним епізодом 29 квітня 2011.

## Філософія аніме

### Особливості композиції
Аніме-серіал Amagami побудований за принципом розбивки на окремі сюжетні томи, в кожному з яких розкривається окрема історія романтичних відносин головного персонажа Джунічі Тачібани з іншими дівчатами. Основний сюжет аніме складається з семи різних сценаріїв, на кожен з них виділяється чотири серії (виняток — додаткова 25 серія):
- Дзюніті Татібана і Харука Морісіма
- Дзюніті Татібана і Каору Танаматі
- Дзюніті Татібана і Саї Наката
- Дзюніті Татібана та Ай Нанасакі
- Дзюніті Татібана і Ріхоко Сакурай
- Дзюніті Татібана і Цукаса Аяцудзі
- Дзюніті Татібана і Ріса Камадзакі

Цікавою деталлю аніме є легко спостерігаєма з боку глядача мінливість людського життя під впливом зовнішніх чинників, перегляд паралельних гілок життя людини практично під одним кутом. Кілька прикладів як докази:
- Допомога подрузі Каору з романтичним листом. У сюжеті під № 2 Дзюніті радить дівчині написати листа коханому (ідея, до речі, провальна за своїм змістом), у всіх інших — участь хлопця відсутня, і Каору доводиться самій допомагати порадою.
- Фестиваль Заснування. Майже у всіх історіях Дзюніті побічно бере участь у цьому фестивалі, але в сюжеті № 6 хлопець сам викликається допомогти Цукасі Аяцуджі і, таким чином, бере в проекті безпосередню участь.
- Сюжет № 1 — Дзюніті потрапляє в шкільний медпункт через погане самопочуття, де зустрічає Харуку; в сюжеті № 2 хлопець перетинається з нею, теж потрапивши в медпункт, але вже втративши свідомість через удар Каору.

Ще однією цікавою особливістю Amagami є теза про можливість побудови романтичних відносин (і одруження надалі) одного постійного чоловічого персонажа з кількома особами жіночої статі незалежно від варіативності характерів в останньому випадку. Наприклад:
- Харука Морісіма — сангвінік, зарозуміла, звикла до слави і загальній увазі, ревнива, примхлива;
- Каору Танаматі — сангвінік, бойова, смілива, вміє себе захистити, душа «чоловічої» кампанії, відверта;
- Сае Наката — меланхолік, сором'язлива, наївна в романтичних стосунках, можна сказати боїться чоловіків;
- Ай Нанасакі — флегматик, серйозна, спостережлива;
- Ріхоко Сакурай — сангвінік, найпростіша з дівчат, легковажна;
- Цукаса Аяцудзі — холерик, ревнива, запальна, мстива;
- Ріса Камадзакі — сангвінік, ревнива, відверта.

Класифікація відносин між Джунічі та іншими дівчатами по типу:
- Сюжет № 1 — стосунки з дівчиною з паралельного класу (Харука Морішіма);
- Сюжет № 2 — відносини з подругою (Каору Танамачі)
- Сюжет № 3 — відносини з однокласницею своєї молодшої сестри (Саї Наката);
- Сюжет № 4 — відносини з однокласницею своєї молодшої сестри (Аі Нанасакі);
- Сюжет № 5 — відносини з подругою (Ріхоко Сакурай);
- Сюжет № 6 — відносини з однокласницею (Цукаса Аяцуджі);
- Сюжет № 7 — відносини з дівчиною з паралельного класу (Ріса Камазакі).

### Філософський підтекст
Основні тези щодо філософського підтексту Amagami можна сформулювати наступним чином:
- Людське життя — складний і тісно переплетений ланцюг подій.
- Одна найменша зміна у минулому може викликати повне або незначну зміну всієї життєвої гілки.
- Дочірні теми особливостей композиції аніме-серіалу Amagami: школа, взаємини між людьми, проблеми долі, фатуму, питання паралельних світів і подорожей в часі.

## Реакція та критика
«Ця історія про прості людські життя. Не про фантазії авторів, в яких яка-небудь інопланетна принцеса за допомоги якої-небудь організації проникає до школи. Де знаходить собі помічника, який відразу готовий їй допомогти, і закоханий у неї по вуха. Ці історії про прості людські почуттях, в яких необхідно розібратися, яким необхідний час, щоб вони виросли і зміцніли».